# Saiga-12半自動霰彈槍
Saiga-12（俄語：Сайга-12）是一系列由俄罗斯聯邦槍械製造商伊茨瑪希工廠（俄語：ИЖМАШ，俄语罗马化：Izhmash；現稱：卡拉什尼科夫集團，英語：（俄语罗马化：Kontsern Kalashnikova）於1990年代以卡拉什尼科夫的AK系列為藍本所研製及生產的半自動戰鬥散彈槍，設計時還預備了可以轉換成為不同口徑的型號的空間，例如其口徑設為12鉛徑霰彈、20鉛徑霰彈和.410 bore。
與各種卡拉什尼科夫步槍的衍生型一樣，它是以轉拴式槍栓、氣動式所操作和使用彈匣供彈的槍械。所有Saiga-12的型號的機匣右側都裝有可識別為卡拉什尼科夫樣式槍族的大型保險槓桿，可以裝設在機匣左側用以安裝光學瞄準鏡的瞄準鏡導軌，以及裝設上機匣頂部以保護裝置於後方的反沖彈簧組件的大型防塵蓋。
設計以上留有容沙槽還使得AK系列贏得高度的可靠性，而在該槍以前的半自動霰彈槍類別武器往往都顯得不可靠。該霰彈槍幾乎完全由金屬板沖壓件所製造，可使其容易大量生產和隨時負擔得起高膛壓彈藥。
Saiga-12是由俄羅斯伊茨瑪希工廠的武器部門所生產。在以前，該霰彈槍曾經由歐洲美國軍械庫（英語：European American Armory）出口到美國；不過其合約在2005年到期以後，接著伊茨瑪希工廠透過位於美國印第安纳州斯科茨堡的俄羅斯—美國軍械庫公司（英語：Russian-American Armory Company，簡稱：RAAC）出口；目前的出入口合作夥伴則是野狼性能武器公司。
伊茨瑪希工廠還推出了20鉛徑的Saiga-20、.410 bore口徑的Saiga 410以及5.45×39蘇聯口徑、.223雷明登、.220俄羅斯（5.6×39毫米）、7.62×39毫米蘇聯口徑、.308溫徹斯特、.30-06春田、9×53毫米俄羅斯口徑等中央底火式步槍子彈口徑的Saiga半自動步槍。

## 來自卡拉什尼科夫平台的創新
所有的Saiga-12都是基於卡拉什尼科夫的AK系列的傳統基本操作系统設計，特別是在AK-74。採用氣動式操作系统，導氣管位於槍管上方，可識別為卡拉什尼科夫樣式槍族、在保險位置時亦作為防塵蓋的一部份的大型快慢機選擇桿及拉機柄位於機匣右側，以及可以裝在機匣左側以安裝光學瞄準鏡的瞄準鏡導軌。更換彈匣也是典型的卡拉什尼科夫樣式，可以單手完成。其傳統設計經受住了時間以及從東南亞到北極地區極嚴酷環境條件下無數次作戰使用的考驗，在目前所有的這些槍械結構中，被證明是最可靠的。儘管Saiga-12是基於AK系列的基本操作系统，不過Saiga-12也在許多方面與卡拉什尼柯夫步槍不同，它採用了幾項在AK和類似的步槍都不存在的特別功能。
例如，由於12鉛徑霰彈這種彈藥的寬度已經是AK採用的7.62×39毫米步槍子彈的兩倍多，因此必須加大防塵蓋的拋殼口的尺寸。不過，由於槍機必須保持相同的長度，以符合AK機匣內部的大小，槍機後方的部分是由一塊裝置在反沖彈簧上方而且可以滑動的金屬蓋片所覆蓋。這使得此槍的槍機向前復進並且閉鎖以防止污垢進入槍內，而發射時的過程之中反沖彈簧會壓縮，並且令金屬拋殼蓋片向後滑動以利用拋殼口將發射後的彈殼拋出槍外。
Saiga-12的機械瞄具是由表尺、準星組成，珠形準星由黃銅製成，在導氣管上方設有一條瞄準肋條，瞄準肋條後端具有兩個向上的凸起，形成了表尺的缺口式照門。瞄準肋條有助於快速瞄準。
由於霰彈藥筒採用突緣式彈殼，這給彈匣供彈帶來一定的困難，而設計者在Saiga-12的彈匣中採用一個鋼製導軌。該導軌有兩個作用：首先，它能確保霰彈藥筒在彈匣中的恰當位置，使每個彈的底緣在下一發彈底緣的前面。其次，該導軌還能確保彈匣中最上一發彈的角度相對正確，以確保可靠供彈。
一部份Saiga-12型號更會裝上折疊式聚合物槍托，不但簡單，而且非常堅固、有效，槍托可向左折疊，而且無論折疊或伸展，均能牢固地鎖定在恰當的位置，沒有晃動感，間隙很小。可惜，槍托向左折疊卻是設計上的缺失，因為槍托摺疊後，它剛好位於安裝附件的襯板之上。所以想將槍托摺疊，就必需將光學瞄準具拆卸下來。
可能是伊茨瑪希工廠為了簡化卡拉什尼科夫（AK）樣式槍族的生產步驟的因素，Saiga-12抽殼鈎不能夠滾轉，而是直接地以槍機面背後的鎖耳的空檔位置作為槍機鎖的替代。其復進簧導桿亦兼作往復式拋殼口防塵蓋導桿。

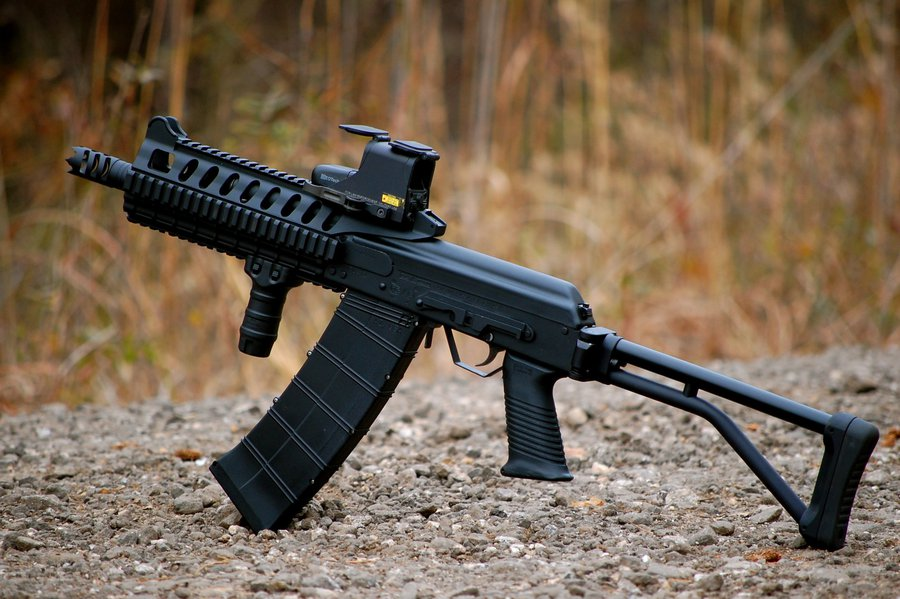
裝上EOTECH全息瞄準鏡和寬型前握把的短管Saiga-12

Saiga-12的長行程活塞氣動式操作系统還裝上了兩位置式氣體調節器的設計。這個兩模式設計的裝置安裝在導氣管的前端並分別以“1”和“2”標示，以便分別發射23⁄4英吋和3英吋麥格農兩種散彈藥筒。而裝上氣體調節器的原因就是發射大威力的麥格農彈藥，如果導氣操作系统使用全威力彈藥而且沒有裝上任何形式的後座緩衝器，就很容易會導致機匣被諸如是重彈頭（附膛線重彈頭、套殼彈或破門彈）、鹿彈（00號鹿彈）等的大量裝藥產生的巨大膛壓所損壞。但這調節器幾乎是無意義的裝，因為軍事人員很少使用這種彈種。而且，這種較大威力的麥格農彈藥會導致較低威力彈藥失效的問題在於會影響此槍的耐用性，例如豆袋彈、催淚彈、木棍彈、橡膠鹿彈或照明彈會導致此槍未能夠有足夠的高壓火藥燃氣完成整個循環，在本質上變成一個手動直接拉動槍機或產生諸如槍口冒煙等故障的半自動霰彈槍。

## 常見Saiga-12型號
Saiga-12的主要設計目的就是用作一系列俄羅斯民用武器市場以上的廉價狩獵槍械，而且還供出口。因此生產商伊茨瑪希工廠方面亦按照不同的客戶需要而生產的多種不同的型號，一系列從比較上有更多傳統意義的狩獵用途型號到充滿軍用風格的軍用型號，都是充分地利用了AK槍族、SVD槍族設備的特色。但是在俄羅斯的民用市場上，所有Saiga-12的型號都可以購買並且使用。
民用型的槍管長度分別是大約17英吋（431.8毫米）和23英吋（584.2毫米）。23英吋槍管版本可以選擇裝上傳統的手握式槍托或是AK-100系列風格的黑色手槍握把和黑色折疊式槍托（型號S，即Saiga-12S，意為：折疊）；而17英吋槍管版本（型號K，即Saiga-12K，意為：短）已裝有AK槍族風格的手槍握把、折疊式槍托和一種在槍托摺疊下防止轉拴式槍栓操作的特別設計保險（這是由於俄羅斯槍械管制法列明，除了手枪以外，任何人擁有全長度小於800毫米的長管枪械並且用以射擊即屬違法，而Saiga-12K的槍托摺疊後的總長度則只有670毫米）。而Saiga-12S EXP-01是Saiga-12K的出口版本，則並無裝上在槍托摺疊下防止操作的保險。
“Taktika”型號可以選擇17或23英吋槍管，並且採用了多種槍族（AK或是SVD）的特色或是最初的“軍用型”概念的設備（護木，可以折疊與否的槍托）和AK樣式的較高位置式準星和切線式照門所合成的開放式瞄具系統。可以選擇從槍口處的螺紋裝上喉縮。Saiga-12機匣的左側可以裝上標準AK槍族的快拆式瞄準鏡導軌。
所有12鉛徑霰彈的Saiga-12的型號都可以選擇使用5、8發或是縮短的2發、延長的10、12發可拆卸式彈匣，甚至在售後市場上的10、12和20發可拆卸式彈鼓，而所有供彈具可以互換（有時候次要配件的擬合可能是必要的事），雖然從俄羅斯出廠時原來的供彈具只存在於5、7和8發彈匣的配置。但是根據俄羅斯槍械管制法列明，槍枝彈匣容量超過10發即屬違法。
在進口到美國以前，所有的Saiga霰彈槍上都配置了傳統的固定式“狩獵樣式”步槍槍托和5發彈匣。原廠的8發彈匣並不能進口到美國（儘管它們卻可以合法進口至其他國家），這使得它們在民用市場以上非常少見。
以後，伊茨瑪希工廠生產了Saiga-12的新型號版本，該型號被命名為Saiga“Taktika”030型和Saiga“Taktika”040型，而其軍用型又被稱為18.5 KS-K軍用型霰彈槍。它裝有延長型彈匣插座，在最後一發以後會使得槍機靠後並且由內部機構鎖住以開放膛室和拋殼口（最近只作少量生產，並且被手動方式開放所取代），铰链連接的大型防塵蓋以上整合了MIL-STD-1913戰術導軌用以安裝光学瞄准镜、紅點鏡、棱鏡式瞄準鏡、夜視鏡或熱成像儀，導氣箍下方的戰術導軌，以及全新設計的8發彈匣（但是不可以與其他Saiga-12型號通用）。
這種新設計似乎將Saiga-12系列關於多用途和靈活地配置附件的多個問題都解決了。過去的AK槍族的彈匣系統為“搖動與鎖緊”（先用彈匣前端插入彈匣插槽的前卡位，再將彈匣後端完全插入彈匣插槽，並以彈匣卡筍固定），而且彈匣插槽使用12鉛徑霰彈的彈匣插入並且連接時會出現困難。現在，彈匣插入的方式改為類似AR-15，可以做到僅以單手即可將彈匣直接插入彈匣插座以內。連接的大型防塵蓋上整合的戰術導軌使得安裝光學瞄準鏡變得更簡單，而且更接近射線軸。導氣箍下方的戰術導軌可以協助裝上戰術燈或是垂直前握把等的戰術附件。而最後一發以後令槍機開放可以即時的警告射手，該槍的彈藥已經耗盡，並且使得使用者更快捷地更換下一個彈匣。
2014年7月16日，奧巴馬政府為了制裁俄羅斯入侵烏克蘭，因而封鎖了所有Saiga系列的霰彈槍和步槍的進口。行政命令13662禁止了所有伊茨瑪希和卡拉什尼科夫集團（賽加羚羊）槍械的名字。
2014年9月下旬，Saiga IZ109T在美國推出。這種模式具有縮短型槍管和永久連接的制退功能。包括制退器在內的槍管長度為18英寸。IZ109T也具有軍用風格方面的功能，包括後部的手槍握把和6段位置式槍托。扳機組件、槍機、槍機機框亦具有多項修改，讓該槍槍機無需鎖在後方位置以下即可插入彈匣。IZ109T還在表面經過軍用型磷化處理。

## 衍生型
Saiga系列除了推出了12鉛徑外，還推出了20鉛徑、.410 bore等口徑霰彈的版本，以及5.45×39、.223雷明登、.220俄羅斯（5.6×39）、7.62×39、.308溫徹斯特、.30-06春田、9×53俄羅斯等中央底火式步槍子彈的版本。
所有Saiga口徑都可被改裝為無托結構的Kushnapup。該槍具有超大型握把護環，握把護環前部也起到了前握把的作用。機匣頂部設有MIL-STD-1913戰術導軌，可以安裝光学瞄准镜。

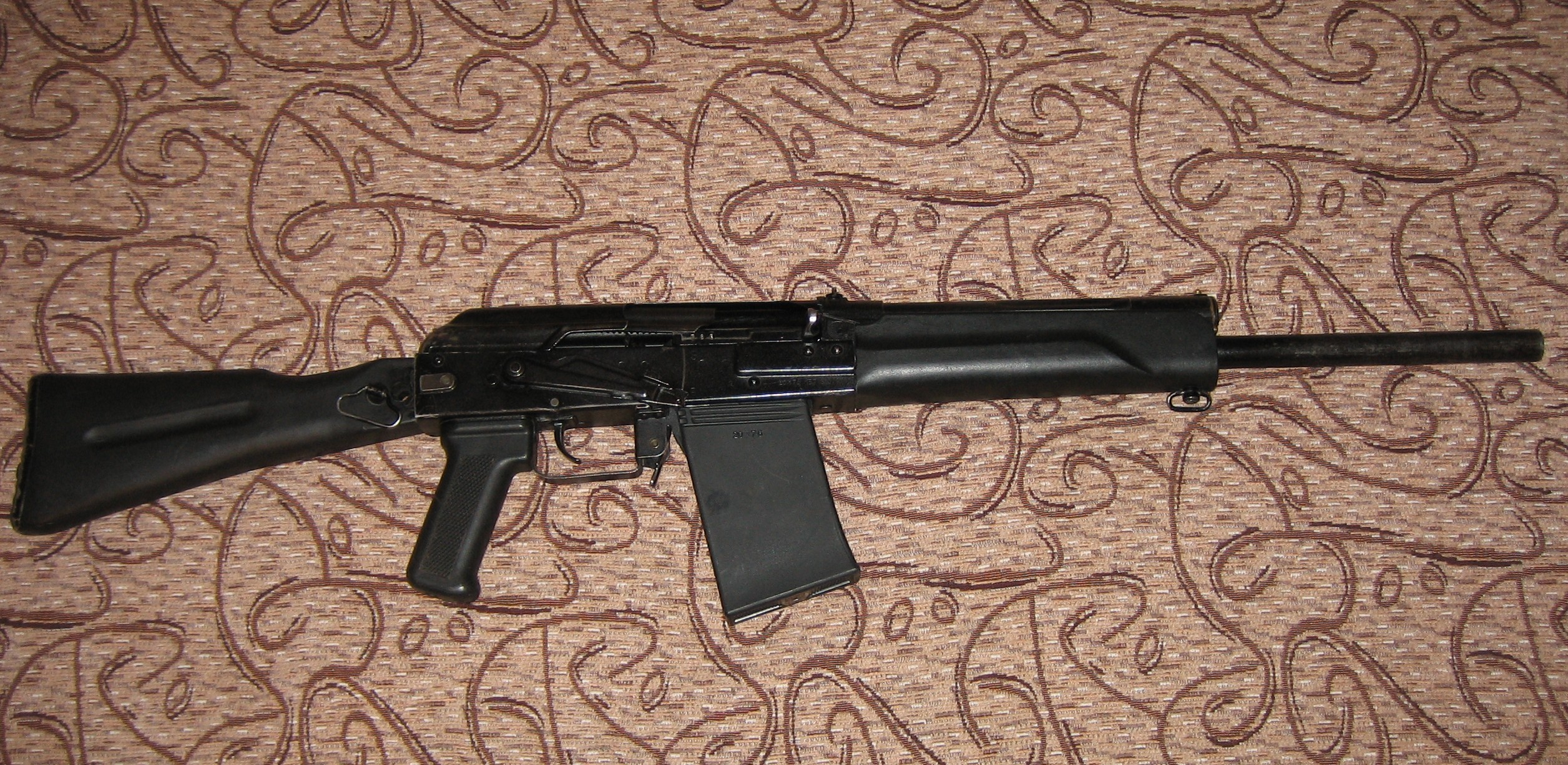
Saiga-20K

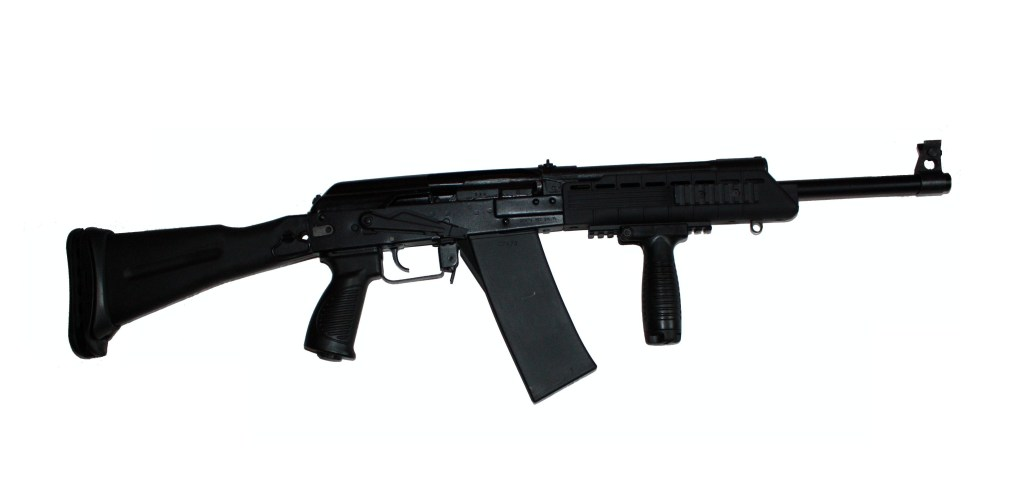
裝上了垂直前握把的戰術型Saiga-20K。

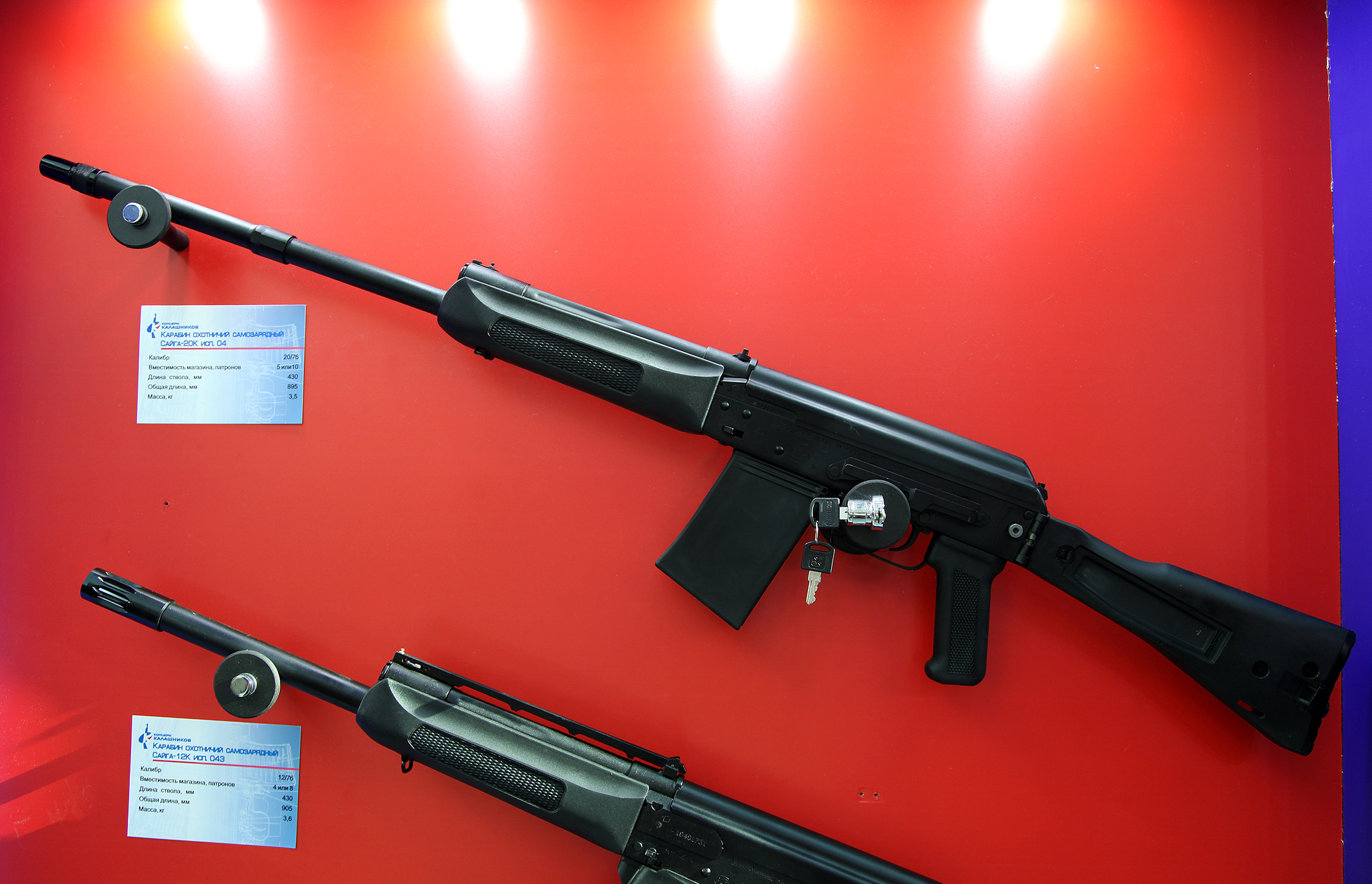
2013年武器及狩獵展（ARMS & Hunting 2013 exhibition）上展出的Saiga-20K EXP-04型展出槍。

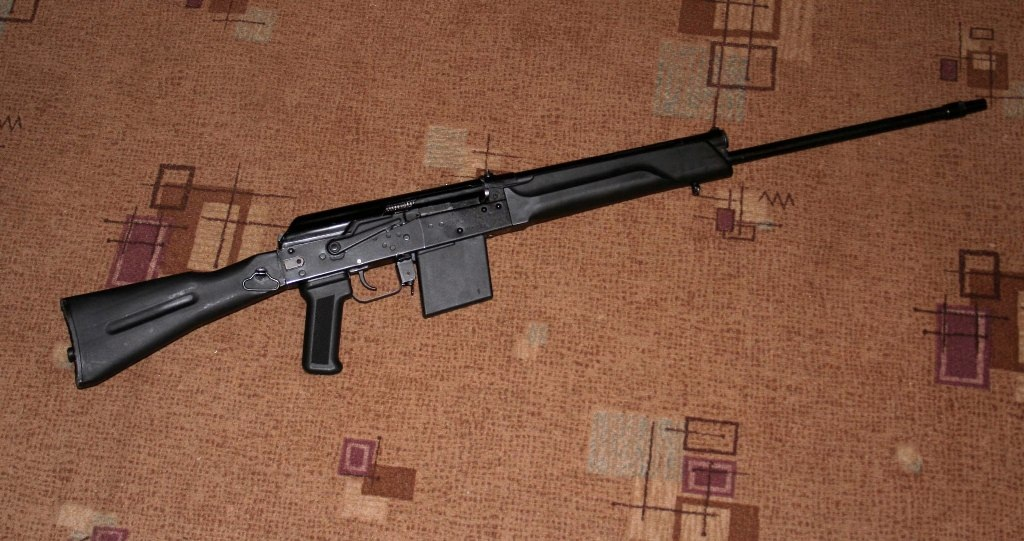
Saiga-410S

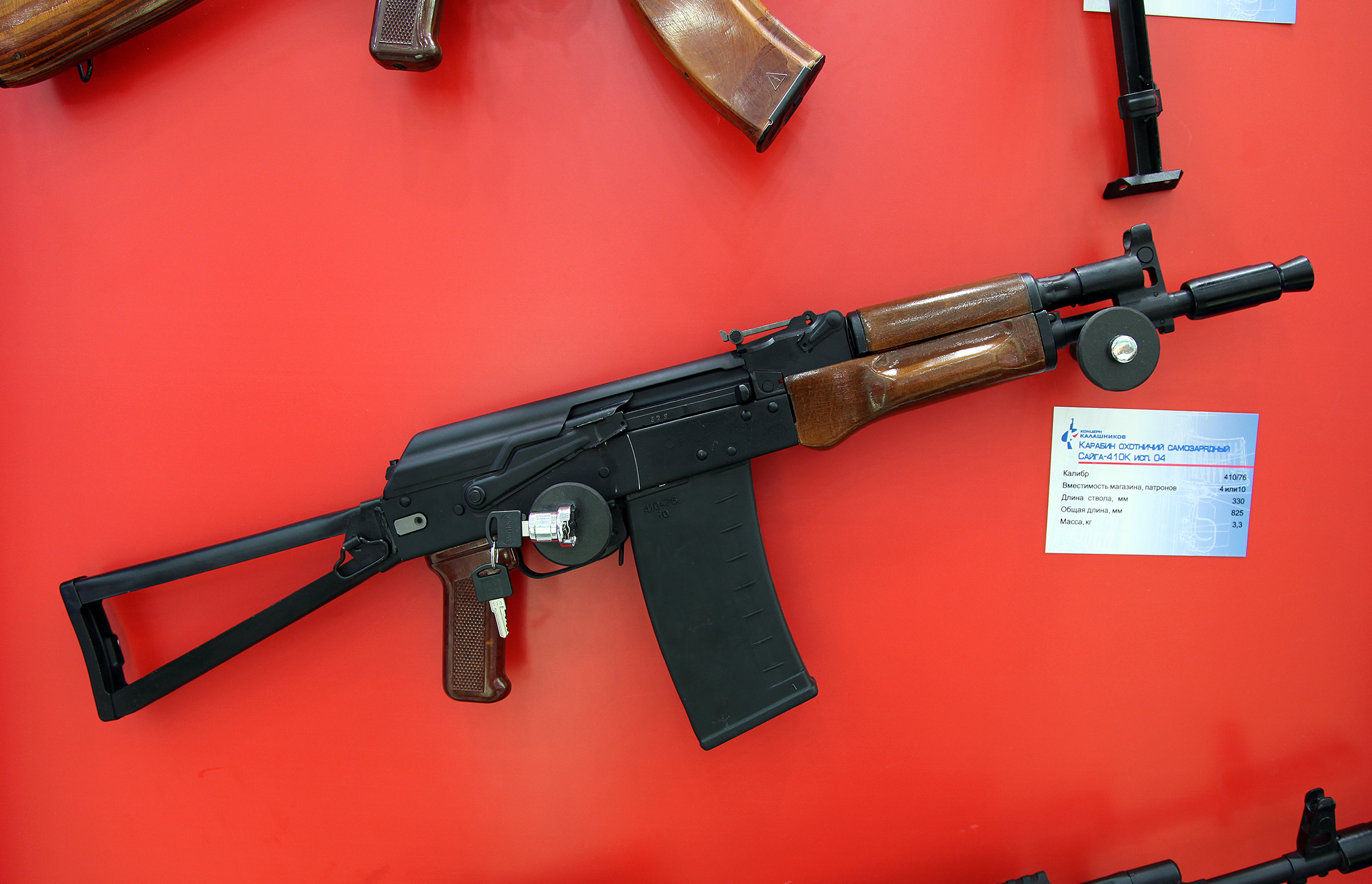
2013年武器及狩獵展（ARMS & Hunting 2013 exhibition）上展出的Saiga-410K EXP-04型展出槍。

## 精度
Saiga系列半自動散彈槍在位於距離為35公尺（38.28码）大小為750毫米（29.53英吋）的目標的彈著群散佈界為：
- Saiga-12：
  - 槍管連喉缩：
    - Saiga-12、Saiga-12S：60℅—100℅
    - Saiga-12K、Saiga-12S EXP-01：40℅

  - 槍管不連收束器：40℅
- Saiga-20：
  - 槍管連收束器：
    - Saiga-20、Saiga-20S：90℅—100℅
    - Saiga-20K、Saiga-20S EXP-01：40℅

  - 槍管不連收束器：40℅

## 法律地位
在俄羅斯，要取得Saiga-12霰彈槍可說是非常簡單，只需要取得一個“滑膛槍牌”就行（霰彈槍在俄羅斯是比較容易獲得，而一個“步枪牌”就需要擁有一枝滑膛槍5年和一張狩獵许可证）。而且在俄羅斯的民用市場上，所有Saiga-12霰彈槍的型號都可以購買使用。
然而在美国卻相對地困難得多，例如在加利福尼亚州，因為它是一枝能夠使用可拆式彈匣供彈、扳機後方安裝了手槍握把和槍托的半自動散彈槍，原廠版本的Saiga-12被列為“攻擊武器”（英語：Assault Weapons）。不過，如果裝上了彈匣鎖，而且該彈匣於裝上後必需要使用任何可行工具以解除彈匣鎖才能移除彈匣，則不再列為該類武器，因為其先前的可拆式彈匣，如今已經推出了固定式彈匣來代替。
2014年7月16日，奧巴馬總統發布行政命令，禁止目前和未來的所有伊茨瑪希的產品進口到美國。

## 使用國
- 白俄羅斯
- 埃及
- 印度尼西亞[12]
- - 獲認證為民用獵用武器[13]
- - 警察部隊[14]
- 俄羅斯
  - 私人保安公司（Saiga-12）[15][16]
  - 俄罗斯联邦内务部（18.5 KS-K卡賓型）[17]
  - 俄羅斯聯邦武裝力量特種作戰部隊
  - 俄羅斯聯邦國家近衛軍
- 乌克兰
  - 烏克蘭海軍（Saiga-12K戰術型）[18]
- 美国
  - 美國海岸防衛隊

## 流行文化
Saiga霰彈槍系列同時出現在多個电影、電視劇和电子游戏裡，例如

### 电影
- 2009年—：型號為Saiga-12K，移除槍托、使用10英寸的槍管連槍口附件和20發“Wraithmaker”可拆卸式彈鼓供彈裝填固體重頭彈，原本由哈克曼（Hackman，飾演）所使用（單手握持），哈克曼被殺以後被約翰·“凱布爾”·蒂爾曼（John "Kable" Tillman，飾演）所奪取並用以逃出「獵殺」遊戲。
- 2010年—：型號為Saiga-12K，移除槍托、縮短槍管、20發“Wraithmaker”可拆卸式彈鼓供彈、裝上激光瞄準器，由凱撒（Hale Caesar，比利·伯克飾演）所使用。
- 2010年—：型號為Saiga-12K，移除槍托、縮短槍管、20發“Wraithmaker”可拆卸式彈鼓供彈、裝上激光瞄準器，由約拿·金格（Jonah King，飾演）用在最終戰鬥。
- 2012年—：型號為Saiga-12K，由Gonzalo（狄亞哥·盧納飾演）的手下用在巴拿馬搶劫和隨後的槍戰。
- 2013年—：型號為Saiga-12K，移除槍托、縮短槍管、20發“Wraithmaker”可拆卸式彈鼓供彈、裝上激光瞄準器，由卡特爾的槍手所使用。

### 電視劇
- 2007年—《火線警告》：2010年8月5日第4季第9集（總集數為第53集）“風暴中心”（英語：Center of the Storm），型號為Saiga-12K，移除槍托、使用10英寸的槍管連槍口附件、20發“Wraithmaker”可拆卸式彈鼓供彈以及裝上AN/PEQ-2雷射瞄準器和EOTECH全息瞄準鏡，由邁克爾·韋斯特（Michael Westen，飾演）在汽車車庫中發現並且用在試圖暗殺聯邦調查局的證人。

### 电子游戏
- 2005年—：型號為Saiga-12K，命名為「S12K」，裝上折疊槍托，由中東聯盟的步槍兵所使用，以7發彈匣供彈。
- 2005年—《真實計劃》：型號為Saiga-12K，命名為「S12K」，裝上折疊槍托，由中東聯軍、中東反抗軍、俄羅斯特種部隊和俄羅斯叛軍的工兵所使用，以7發彈匣供彈。
- 2008年—《戰地之王》：型號為Saiga 12。
- 2008年—：型號為Saiga-12，命名為「Saiga 12」，可使用非常清晰的機械瞄具。
- 2008年—：型號為Saiga-20K，命名為「S20K」，以8發彈匣供彈，初始攜彈量為48發。單人模式之中由俄羅斯和Serdaristan部隊所使用；聯機模式時由俄羅斯爆破兵所使用。
- 2009年—：型號為Saiga-12K，命名為「Saiga 12K」，由俄羅斯特種部隊所使用。
- 2010年—：型號為Saiga-20K，命名為「Saiga 20K Semi」，以6發彈匣供彈（聯機模式時可使用改裝：擴充彈匣增至12發），最高攜彈量為30發（聯機模式時使用改裝：擴充彈匣減至24發、擴充彈匣增至54發、兩者並用增至48發）。只能在聯機模式使用，可被所有兵種於等級2解鎖。
- 2011年—：型號為Saiga-12K，命名為「S12K」，裝上鏤空槍托，載彈量6+1發（多人聯機模式時可使用改裝：擴充彈匣增至10+1發），初始攜彈量為28發（多人聯機模式時使用改裝：擴充彈匣減至22發），最高攜彈量為98發（單人模式）和48發（多人聯機模式，使用改裝：擴充彈匣時減至44發）。單人模式之中由俄羅斯聯邦武裝部隊總參謀部情報局（GRU）特務迪米特里·“帝瑪”·馬雅柯夫斯基（Dimitri“Dima”Mayakovsky）和敵軍人民解放抵抗組織（People's Liberation and Resistance）所使用，亦可被美国海军陆战队第一侦察营“盲流1-3”（Misfit 1-3）五人战术小队成員亨利·布莱克本上士（SSgt. Henry "Black" Blackburn）所繳獲；多人聯機模式時可被所有兵種於等級34解鎖，被歸類為散彈槍，並可以使用內紅點瞄準鏡、12G鋼矛彈、擴充彈匣、PKA-S、戰術燈、12G破片彈、PSO-1（放大4倍）、雷射瞄準器、重彈頭、紅外線夜視鏡（紅外線放大1倍）、PKS-07（放大7倍）、PK-A（放大3.4倍）、消光器、反射式瞄準鏡、光電瞄準鏡、ACOG（放大4倍）、步槍瞄準鏡（放大6倍）、M145（放大3.4倍）。
- 2012年—《战争前线》：型號為Saiga-12K、Saiga-12K-040“Taktika”和Kushnapup，均為醫療兵專用武器：
  - Saiga-12K命名為“Saiga”，以8發彈匣供彈，奇怪的使用MP5式样的鼓状照门以及冠顶状准星，并以華沙條約導軌加装导轨镜桥。為高級解鎖武器，可以改装枪口配件（通用消音器、霰弹枪消音器、霰弹枪制退器、霰弹枪刺刀）以及瞄准镜（EOTECH 553全息瞄准镜、绿点全息瞄准镜、红点瞄准镜、Aimpoint Comp M4S瞄准镜、Mojji Zero红点瞄准镜），擁有雪地迷彩改裝版本“Saiga Winter”，增加威力和載彈至10發，配件自带迷彩涂装。
  - Saiga-12K-040“Taktika”命名为“Saiga H.G.C custom”，沙色涂装，使用镂空折叠枪托，H.G.C机匣套件并加装三角形前握把，使用H.G.C生产的12发弹匣供彈。为大师级解锁武器，可以改装枪口配件（通用消音器、霰弹枪消音器、Salvo-12枪口抑制器、霰弹枪制退器、霰弹枪刺刀）以及瞄准镜（EOTECH 553全息瞄准镜、绿点全息瞄准镜、红点瞄准镜、Aimpoint Comp M4S瞄准镜、Mojji Zero红点瞄准镜），默认安装Salvo-12枪口抑制器。
  - Kushnapup命名為“Saiga Bullpup”，取消超大型扳机护環握把，以下机匣皮卡汀尼导轨取代，以8發彈匣供彈，為抽獎武器，可以改装枪口配件（通用消音器、霰弹枪消音器、霰弹枪制退器、霰弹枪刺刀）以及瞄准镜（EOTECH 553全息瞄准镜、绿点全息瞄准镜、红点瞄准镜、Aimpoint Comp M4S瞄准镜、Mojji Zero红点瞄准镜），擁有皇冠幣專屬迷彩版本“Saiga Bullpup Crown”以及Mk-60未来风格改装版本。
    - 目前中國大陸伺服器尚未實裝通常版，但已實裝皇冠版，只能通過活動獲得；而俄羅斯伺服器與歐美伺服器的皇冠版本則可以通過皇冠幣購買，MK-60版本为活动武器
- 2012年—：型號為Saiga-12K，命名為「Saiga 12」，奇怪地以44發彈匣供彈，裝上RIS護木、後備機械瞄具和鏤空槍托，全自動、半自動或兩點發射擊。
- 2012年—：於戰役模式、聯機模式及殭屍模式中皆有出現，型號為Saiga-12K，命名為「S12」，使用黑色槍身、左側拋殼口和拉機柄以及HK樣式機械瞄具，10發彈匣（聯機模式時可使用改裝：擴充彈匣增至14發），初始攜彈量為90發（戰役模式）和30發（聯機模式和殭屍模式），最高攜彈量為200發（戰役模式）、80發（聯機模式）和40發（殭屍模式）。在空倉重新裝填開始時玩家角色會手動把槍栓鎖定。戰役模式之中由“核心之日”屬下的僱傭兵（Mercs）和巴基斯坦三軍情報局（ISI）所使用；聯機模式時於等級4解鎖，並可以使用反射式瞄準鏡、長槍管、快速重裝彈匣、激光瞄準器、可調節槍托、消聲器、延長彈匣、快速抽出握把、毫米波掃描器；殭屍模式時以950點打開神秘箱取得，亦有一款衍生型稱作「人工合成打數」（Synthetic Dozen），最高攜彈量提升至50發，並可以使用反射式瞄準鏡、快速重裝彈匣。
- 2013年—
- 2013年—
- 2013年—：型號為Saiga-12K，裝上可折疊式槍托、縮短槍管和以20發“Wraithmaker”可拆卸式彈鼓供彈，被改裝至可全自動射擊。
- 2013年—《縱橫諜海：黑名單》：型號為Saiga-12K，裝上RIS護木和伸縮式槍托，命名為“SASG-12”。
- 2013年—：遊戲中的一把半自動霰彈槍，型號為Saiga-12K（預設），命名為「IZHMA 12G」，可在黑市購買後並另外花費自行組裝。Black Dozer也會使用此武器。
- 2013年—：型號為Saiga-12K，命名為「Saiga 12K」（中文版則命名為「SAIGA 12K霰彈槍」），預設發射12G鹿彈，載彈量8+1發，最高攜彈量為36發（單人模式）。單人模式之中由俄羅斯陸軍所使用，亦可被美国海军陆战队精英小隊「墓碑」隊長丹尼爾·雷克（Daniel Recker）所繳獲；多人聯機模式時為所有兵種的解鎖武器包武器之一，於達到28,000點霰彈槍得分時才能解鎖，被歸類為霰彈槍，並可以使用鴨嘴防火帽、眼鏡蛇、雷射瞄準器、寛型握把、全收束器、PSO-1（放大4倍）、斜視金屬瞄準器、直角握把、12G重彈頭、PKA-S、放大鏡（放大2倍）、改良收束器、12G鏢彈、PK-A（放大3.4倍）、舒適握把、手電筒、12G破片彈以及七件戰鬥包附件（ACOG（放大4倍）、FLIR（紅外線放大2倍）、稜鏡（放大3.4倍）、制動器、JGM-4（放大4倍）、土狼、全像、折疊握把、馬鈴薯握把、直立握把、綠點雷射瞄準器、紅外線夜視鏡（紅外線放大1倍）、M145（放大3.4倍）、防火帽、雷射／燈光組合、反射式、戰術燈、三光束雷射、HD-33當中之七）。
- 2014年—：型號為Kushnapup，命名為“KPS-12”，以8發彈匣（使用延長彈匣後增至10發）供彈，攜彈量為64發。
- 2014年—：型號為Kushnapup，但具有部分G36C的特徵，命名為「S-12」，黑色槍身，以8發（聯機模式時可使用改裝：延長彈匣增至12發）彈匣供彈，初始攜彈量為24發（聯機模式），最高攜彈量為50發（戰役模式和聯機模式）。戰役模式之中由私人軍事服務公司「阿特拉斯」（Atlas）所使用；聯機模式時於等級40解鎖，並可以使用紅點鏡、目標增強瞄準鏡、雷射瞄準器、前握把、槍托、快速抽出握把、先進膛線、消音器、抛物线麦克风、延長彈匣。
- 2015年－：资料片「抢劫」（Robbery）新增武器之一。型號為Saiga-12K，命名為「Saiga 12」，發射12G鹿彈，武器商店中價格為$25,500，能夠由雙方執行者（Enforcer）所使用。可加裝各種瞄準鏡（反射、眼鏡蛇、全息瞄準鏡（放大1倍）、PKA-S（放大1倍）、Micro T1、SRS 02、Comp M4S、M145（放大3.4倍）、PO（放大3.5倍） 、ACOG（放大4倍）、PSO-1（放大4倍）、IRNV（放大1倍）、FLIR（放大2倍））、附加配件（傾斜式機械瞄具、戰術燈、電筒、激光瞄準器、12鉛徑金屬彈頭、破門彈）及槍口零件（全收束器、改良型收束器）。
- 2015年—：型號為Saiga-12K，命名為「SASG-12」，裝上RIS前護木、售後市場準星和AK-12頂部安裝的照門、售後扳機護圏、霍格手槍握把、左側拉機柄（不會使用）、M4式槍托和以8發彈匣供彈，由俄罗斯特种部队幹員所使用。
- 2015年—《生存之战（英语：Survarium）》
- 2016年－《湯姆克蘭西：全境封鎖》：型號為黑色合成手握式固定槍托型Saiga-12，命名為「SASG-12」，以7發彈匣供彈；衍生型為“戰術型SASG-12 K”和“黑市型SASG-12”。
- 2016年—《重製版》：於2017年2月7日添加到遊戲內，型號為Saiga-12K，命名為「Kamchatka-12」，使用黑色槍身和SLR-95拇指孔槍托，只於聯機模式登場，以8發彈匣供彈，初始攜彈量為24發（聯機模式），最高攜彈量為48發（聯機模式）。聯機模式時可以使用紅點鏡、前握把。
- 2016年—《逃離塔科夫》型号为Saiga-12K 12铅径/76 半自动霰弹枪，可在商人耶格尔二级权限下购买或者从战局里击杀拾荒者或者武器箱概率刷新，以五发彈匣供弹，或者十发弹匣，二十发弹鼓供弹，可装备制退器，消音器等枪口. 可更改武器配件：枪口，枪托，护木，手柄，机匣，弹匣，拉机柄，和战术导轨. 更改护木后可以添加瞄准镜战术激光，握把或手电，更改导轨后可以装备游戏大部分兼容导轨的瞄准镜。
- 2017年—《少女前線》
- 2017年—《硝云弹雨》：型号为Saiga-12S-EXP，作为“坦克”职业初始武器之姿出现，命名为“鼬”，使用5发弹匣供弹。
- 2017年—《絕地求生》：型號為Saiga-12K，命名為「S12K」（中文：「S12K霰彈槍」），作為半自動霰彈槍，以5發彈匣（裝備擴容彈匣後提升至8發）供彈，（裝備擴容彈匣後提升至8發）所有步槍槍口配件、所有步槍彈匣、紅點瞄準鏡、全息瞄準鏡、6倍及以下高倍瞄準鏡。
- 2021年—《戰地風雲2042》：命名為「12M Auto」，可全自動射擊。
- 2022年—《和平精英》：命名為「S12K」（中文：「S12K霰彈槍」）作為半自動霰彈槍 以8發彈匣 （裝備擴容彈匣後提升至10發）（裝備擴容彈匣後提升至8發）所有步槍槍口配件、所有步槍彈匣、紅點瞄準鏡、全息瞄準鏡、6倍及以下高倍瞄準鏡。
- 2022年—《暗区突围》：命名为「S12K散弹枪」，可半自动射击。
- 2024年—《三角洲行动》：命名为"S12K霰弹枪"，开火模式为半自动，安装撞火枪托后可全自动射击。
- 2024年—《浩劫殺陣2：車諾比之心》：命名為「Saiga D-12」。

## 資料來源

## 外部連結
- （英文）—Saiga-12.com （页面存档备份，存于）
- （英文）—Saiga 20 （页面存档备份，存于）
- （英文）—Guns Holsters and Gear—More on the New Saiga-12 （页面存档备份，存于）
- （英文）—Modern Firearms.com—
  - Saiga 12 shotgun （页面存档备份，存于）
  - Saiga 20 shotgun （页面存档备份，存于）
  - Saiga .410 shogun （页面存档备份，存于）
- （英文）—The Firearm Blog.com—
  - Custom Tromix Saiga-12 photos （页面存档备份，存于）
  - Saiga 12 SBS Photos （页面存档备份，存于）
  - The Kushnapup: Saiga-12 bullpup kit （页面存档备份，存于）
  - Saiga SD-10 drum magazine （页面存档备份，存于）
  - The Kushnapup Bullpup Saiga-12 Stock （页面存档备份，存于）
  - Red Jacket Firearms: AR-15 Mounted Saiga-12 Shotgun （页面存档备份，存于）
  - Izhmash Selling Guns to US Law Enforcement （页面存档备份，存于）
  - ATI Strikeforce Stock for Saiga Shotguns （页面存档备份，存于）
  - MD Arms Double Stack Saiga Magazine Patent （页面存档备份，存于）
  - Saiga 12 C EXP 01 Shotgun （页面存档备份，存于）
  - The Latest Saiga 12 (Version 340) （页面存档备份，存于）
  - POTD: Custom Saiga 12 Shotgun （页面存档备份，存于）
  - The Legendary Kalashnikov Documentary
  - Running a Saiga Right – Andrey Kirisenko （页面存档备份，存于）
  - SilencerCo’s SALVO-12 Now Available for Saiga’s （页面存档备份，存于）
  - A Short (Stroke) History of Tappet Operation, Part IV: Post-War Tappets （页面存档备份，存于）
  - Coming Soon: Kalashnikov Competition 12-Gauge （页面存档备份，存于）
  - Kalashnikov Concern, Tula, TsNIITochMash at IDEX （页面存档备份，存于）
  - Review: Kalashnikov Saiga 12 Model 340 Shotgun （页面存档备份，存于）
  - Apollo KeyMod Rails from Chaos, Inc. （页面存档备份，存于）
- （英文）—The Truth About Guns.com—
  - Obscure Object of Desire: Izhmash Saiga-12 Semi-Automatic Shotgun （页面存档备份，存于）
  - Obscure Object of Desire: RandRTargets Saiga Shotgun （页面存档备份，存于）
  - ATF Study Causes Run on Saiga-12 Shotguns （页面存档备份，存于）
  - What Could Possibly Go Wrong: Red Jacket Firearms AR-15 Mounted Saiga-12 Shotgun Edition （页面存档备份，存于）
  - Gun Review: Saiga 12 Gauge Semi-Automatic Shotgun （页面存档备份，存于）
  - Saiga-12 A Hit With the LEO Market at SHOT （页面存档备份，存于）
  - Protip: Saiga 12-Gauge Shotguns Suck （页面存档备份，存于）
  - From the Deepest Depths of Uselessness: Saiga 12 C EXP 01 Shotgun （页面存档备份，存于）
  - Shotgun Toilet Paper Showdown! Benelli M4 vs Saiga-12 （页面存档备份，存于）
  - How To Shoot A SAIGA-12 With a Recoil Reducer （页面存档备份，存于）
  - Sons of Guns “Steel Tornado” Saiga Shotgun （页面存档备份，存于）
  - BREAKING: Obama Administration Bans Import of Izhmash & Kalashnikov (Saiga) Firearms （页面存档备份，存于）
  - Gun Review: Saiga Custom Kushnapup （页面存档备份，存于）
- （英文）—Tactical Life.com—
  - 2010 SHOT Show: Shotgun Roundup—Page 1 （页面存档备份，存于）
  - U.S. police to buy Izhmash shotguns （页面存档备份，存于）
  - ATI Saiga Strikeforce Elite Package （页面存档备份，存于）
  - MACH 1 ARSENAL Saiga 12 Shotgun
  - R&R TARGETS SAIGA TACTICAL 12 GA （页面存档备份，存于）
  - 12 Mission-Ready 12-Gauge Scatterguns （页面存档备份，存于）
- （英文）—Personal Defense World.com—
  - Saiga’s Kalashnikov 12 Gauge （页面存档备份，存于）
  - 10 New Tactical Shotguns For 2014 （页面存档备份，存于）
- （英文）—Military, Security and Civilian Guns and Equipment—
  - Izhmash Saiga-12 （页面存档备份，存于）
  - Izhmash Saiga-410 （页面存档备份，存于）
- （俄文）—Kalashnikov Concern—
  - Сайга-12К исп. 030
  - Сайга-12С
  - Сайга-12С исп. 010
  - Сайга 20К исп. 04
  - Сайга 20
  - Сайга-410К
  - Сайга-410
  - Сайга-410К исп. 01
  - Сайга-410К исп. 02
  - Сайга-410К исп. 03
  - Сайга-410К исп. 04
  - Сайга-410С
  - Сайга-12 исп.340
- （俄文）—Энциклопедия Вооружений—
  - Карабин 18,5 КС-К （页面存档备份，存于）
  - Сайга 410К （页面存档备份，存于）
- （英文）—YouTube上的IZHMASH Presentation: KS-K (Saiga 12K)
- （简体中文）—D Boy Gun World（槍炮世界）—
  - Saiga-12半自动霰弹枪 （页面存档备份，存于）
  - Saiga-20半自动霰弹枪 （页面存档备份，存于）
  - Saiga-410半自动霰弹枪 （页面存档备份，存于）
- （简体中文）—《轻兵器》—卡拉什尼柯夫Saiga-12s霰弹枪 Archive.today的存檔，存档日期2013-05-02